# Таррант, Брентон
Бре́нтон Ха́ррисон Та́ррант (англ. Brenton Harrison Tarrant; род. 27 октября 1990, Графтон, Новый Южный Уэльс, Австралия) — австралийский массовый убийца, внутренний террорист, открывший 15 марта 2019 года стрельбу в мечетях Крайстчерча, в результате которой был убит 51 человек, 40 получили ранения.
Полностью признал свою вину. 24 августа 2020 года был осуждён с наказанием в виде пожизненного лишения свободы без права на условно-досрочное освобождение.

## Биография

### Ранняя жизнь
Брентон Харрисон Таррант родился 27 октября 1990 года в городке Графтон, расположенном в австралийском штате Новый Южный Уэльс. Графтон — небольшой город с населением около 19 000 человек, расположенный примерно в 600 км к северу от Сиднея.
Детство Тарранта было отмечено семейными неурядицами, поскольку его родители, Родни и Шэрон Таррант, разошлись, когда он был маленьким. После разлуки Таррант и его младшая сестра Лорен жили с матерью, а позже с матерью и её новым партнером. Отношения характеризовались насилием: Шэрон Таррант и её дети подвергались физическому насилию со стороны нового партнера.
Чтобы защитить Брентона и его сестру, в отношении партнера их матери был издан приказ о задержании. После этого Лорен Таррант стала жить со своим отцом, а Брентон ещё некоторое время оставался с матерью и её сожителем. Однако из-за продолжающегося насилия в семье Брентон также в конце концов переехал жить к своему отцу.
Позже Шэрон Таррант, в разговоре с федеральной полицией Австралии, заявила, что личность её сына Брентона изменилась после разлуки: он стал прилипчивым, тревожным и плохо общался с другими. С детства страдал социофобией. Таррант также прибавил в весе в возрасте от 12 до 15 лет, что привело к издевательствам со стороны других учеников в школе. У него было очень мало друзей, после окончания школы поддерживал связь только с двумя из них.
С юных лет Таррант интересовался видеоиграми, особенно многопользовательскими ролевыми онлайн-играми,  и шутерами от первого лица. У него был неконтролируемый доступ к Интернету с компьютера в его спальне, и он проводил большую часть своего свободного времени в школе, подключаясь к Интернету на школьных компьютерах. В 2017 году он сказал своей матери, что начал пользоваться интернет-доской объявлений 4chan, когда ему было 14 лет.
Согласно источникам, Брентон Таррант с юных лет проявлял расистские наклонности, выражая такие взгляды как в школе, так и в отношении аборигенского происхождения тогдашнего партнёра его матери. Согласно сообщениям, один из учителей средней школы, который также работал контактным лицом по борьбе с расизмом, дважды делал ему выговор за его антисемитские комментарии. Учитель описал Тарранта как незаинтересованного в классе, демонстрирующего почти отчужденное чувство уверенности, но также как начитанного и знающего, особенно когда дело касалось определённых тем, таких как Вторая мировая война.
В 2006 или 2007 году, когда Тарранту было 16-17 лет, у его отца диагностировали мезотелиому плевры, форму рака легких, вызванную воздействием асбеста. Поскольку здоровье Родни Тарранта ухудшилось, ему потребовалась паллиативная помощь, однако в апреле 2010 года он покончил с собой. Болезнь и смерть отца вызвали у Брентона сильный стресс.
Перед самоубийством Родни Таррант дал Брентону и его сестре около 80 000 австралийских долларов каждому (≈4 млн. руб). После его смерти оба ребёнка получили денежные средства от раздела его имущества, в результате чего общая сумма составила около 457 000 австралийских долларов (≈23 млн. руб.) каждому. Основу средств составляла компенсации за возмещении ущерба в результате воздействия асбеста, вызвавшего его мезотелиому.
Таррант продолжил регулярно играть в видеоигры после смерти отца. Часто играл онлайн с группой людей, включая школьного друга и новозеландца, с которым он познакомился в Интернете. Во время игр группа часто общалась по сети, и Таррант открыто выражал расистские и ультраправые взгляды.
В конце последнего года обучения в старшей школе Таррант стал поддерживать себя в форме и начал ходить в тренажерный зал.  В середине 2009 года он получил квалификацию личного тренера и работал в тренажерном зале, проводя групповые занятия и индивидуальные тренировки один на один. Владелец тренажерного зала положительно отзывался о его работе в качестве личного тренера.
Увлекаться политикой Брентон начал с 12 лет и в первую очередь беспокоился об иммиграции, особенно мусульманской в европейские страны. В своем манифесте заявлял, что не считает иноэтнических людей проблемой, если они остаются в местах своего рождения. Хотя Таррант отрицал, что был расистом в своем интервью новозеландской полиции, он называл себя таковым в своем манифесте.
Получив травму в 2012 году, Брентон решил использовать деньги, унаследованные от отца, для путешествий. В марте 2013 года он отправился в отпуск в Новую Зеландию в сопровождении школьного друга. Во время поездки он остановился у друга, с которым познакомился через онлайн-игры, и впервые встретился с его родителями. Один из родителей друга позже описал Тарранта как «вежливого» и «милого» человека.

### Путешествия по миру
Путешествия Брентона Тарранта по разным странам Азии и Европы были обширными, продолжались годами и документировались фотографиями и сообщениями в социальных сетях. Во время его путешествий расистская идеология Тарранта была сформирована культурными и религиозными различиями, которые он наблюдал между западным и мусульманским мирами. Таррант публиковал антимусульманские настроения в своих аккаунтах в социальных сетях и выражал свое презрение к иммигрантам-мусульманам в Европе. В манифесте, который он разместил в Интернете перед своим нападением в Крайстчерче, Новая Зеландия, Таррант привел многочисленные примеры насильственных конфликтов между мусульманами и немусульманами по всему миру и заявил, что он действовал, чтобы защитить белую расу от того, что он считал надвигающимся мусульманским вторжением Захват Запада. Таррант разместил националистические материалы на платформах социальных сетей
После теракта в Стокгольме в 2017 году, когда террорист въехал на грузовике в толпу людей, убив пятерых и ранив многих, ненависть Тарранта к мусульманам усилилась. Этот инцидент ещё больше подогрел его уже существующие ксенофобские и исламофобские убеждения. 
Поездки Тарранта на Балканы в 2016—2018 годах также сыграли роль в формировании его ультраправых взглядов. Он посетил Хорватию, Болгарию, Венгрию, Турцию и Боснию и Герцеговину где, по словам дипломатов этих стран, интересовался полями сражений между христианскими европейскими народами и Османской империей. В социальных сетях Таррант высказался против интервенции НАТО в Косово в период этнических чисток боснийских мусульман, интерпретируя действия сербских солдат как «христиан-европейцев, пытающихся удалить этих исламских оккупантов из Европы».
Во время своих поездок Таррант жертвовал деньги ультраправым идентитаристским группам в Европе. Так, по данным Службы Безопасности, он вступил в контакт с ультраправыми организациями примерно за два года до расстрела, когда посещал европейские страны. Таррант пожертвовал 1500 евро в Identitäre Bewegung Österreich (IBÖ), австрийское отделение идентитаризма в Европе, а также 2200 евро в Génération Identitaire, французское отделение данной группы, и взаимодействовал с лидером IBÖ, Мартином Селлнером по электронной почте в период с января по июль 2018 года, получил предложение встретиться в Вене и ссылку на его YouTube-канал. 
Крайне правая идеология Тарранта была также очевидна в его похвале Блэру Коттреллу, лидеру ультраправых в Австралии, и в его комментариях на ныне удаленных страницах United Patriots Front и True Blue Team. В 2016 году Таррант якобы сказал жителю Мельбурна в онлайн-разговоре: «Надеюсь, однажды ты встретишь веревку». Мужчина подал заявление в полицию на Тарранта, но полиция приказала ему заблокировать Тарранта и не взяла с него никаких показаний. В полиции заявили, что не могут найти заявление.

### Жизнь в Новой Зеландии
На момент ареста Брентон Таррант уже несколько лет жил в бухте Андерсонс-Бэй в Данидине. Он был членом оружейного клуба Южного Отаго и практиковался в стрельбе на его полигоне. Сосед, живший через стену с Таррантом в его доме, описал его как «немного затворника и одинокого, но дружелюбного человека». Сосед также сказал, что Таррант предлагал помочь скосить газоны домовладельца и помочь по хозяйству. Незадолго до нападения мать Брентона получила от него сообщение, в котором говорилось, что она «вот-вот увидит и прочтет» самые ужасные вещи «о нём».
В новостной статье, опубликованной Newshub в апреле 2020 года, выжившие после нападения утверждали, что человек, которого они считают Таррантом, посещал мечеть Аль-Нур три раза подряд во время пятничной молитвы, сделав вид, что молится с верующими перед нападением. Гамаль Фуда, имам мечети Аль-Нур, сказал Newshub, что Таррант оделся в традиционную пакистанскую одежду, находясь внутри мечети, и что он расспрашивал человека о расписании пятничной молитвы. Фуда также добавил, что Таррант «…знал это место как свой дом». Начальник полицейского округа Кентербери суперинтендант Джон Прайс сообщил «Newshub», что полиция нашла доказательства из записей камер видеонаблюдения, что автомобиль Тарранта был припаркован через дорогу от мечети до 15 марта. Однако Прайс также сказал, что полиция не нашла никаких доказательств в поддержку утверждения о том, что Таррант входил на территорию мечети перед нападением. Он заявил, что полиция считает, что Таррант рассматривал онлайн-тур по Аль-Нуру как часть своего планирования. «Newshub» также показал, что Таррант пролетел на квадрокоптере над мечетью 8 января, за несколько недель до того, как он открыл огонь. Кроме того, он использовал интернет, чтобы найти подробные планы мечетей, внутренние фотографии и расписание молитв для выяснения, когда мечети будут наиболее загружены.

## Политические взгляды
Основная идеология Тарранта была сосредоточена вокруг концепции превосходства белых, которую он называл «естественным порядком» мира. Он считал, что белые люди превосходят все другие расы и что им угрожают небелые иммигранты и «захватчики». Он утверждал, что это «вторжение» было частью более крупного заговора мировых элит по замене белого населения небелыми иммигрантами, который он назвал «Великой заменой».
Таррант считал, что белой расе грозит вымирание, и считал себя защитником белых людей. Он утверждал, что действовал из желания защитить белых людей от «вторжения» и предотвратить «замену» белых людей небелыми иммигрантами. Он считал, что насилие необходимо для достижения его целей и что стрельба в Крайстчерче была лишь началом большой войны против небелых людей.
На политические взгляды Тарранта сильно повлияли крайне правые и белые националистические идеологии. Он восхищался Освальдом Мосли, основателем Британского союза фашистов, и в своем манифесте он упомянул многих других ультраправых деятелей, в том числе Андерса Брейвика, который совершил аналогичную атаку в Норвегии в 2011 году. Таррант также выразил поддержку этнонационализму, и идее создания «этногосударств», где разные расы жили бы раздельно.
Помимо своих убеждений сторонников превосходства белой расы, Таррант также был экофашист, который считал, что мир столкнулся с экологическим кризисом, который можно решить только с помощью решительных мер. Он утверждал, что перенаселение небелых людей способствовало этому кризису и что сокращение небелого населения необходимо для сохранения окружающей среды.
Таррант был противником консерватизма, капитализма и мультикультурализма, в которых он видел угрозу белой расе. Он считал консерватизм слабой и неэффективной идеологией, которая не смогла защитить белых людей, и критиковал капитализм за поощрение массовой иммиграции и глобализации. Он также утверждал, что мультикультурализм был слабостью и несовместим с выживанием белой расы.
В заключение, политические взгляды и идеологии Брентона Тарранта были основаны на превосходстве белых, крайне правых и белых националистических идеологиях, экофашизме и оппозиции.

## Стрельба

### Мечеть Аль-Нур
Стрелок прибыл на машине Subaru Outback 2006 года выпуска в мечеть Аль-Нур, в районе Риккартон, и начал стрелять в верующих около 13:40. Полиция получила первый экстренный вызов в 13:41. По некоторым данным, от 300 до 500 человек были внутри мечети во время пятничной молитвы, когда началась стрельба. Горожанин, живший по соседству с мечетью сказал журналистам, что видел, как бандит бежал и бросил на подъездной дорожке то, что, по-видимому, было огнестрельным оружием.
Брентон Таррант в прямом эфире транслировал первые 17 минут этой атаки на Facebook Live, начиная с поездки в мечеть Аль-Нур и заканчивая отъездом. За несколько минут до стрельбы он слушал несколько песен, в том числе «Британские гренадеры», традиционную британскую военную маршевую песню, и «Serbia strong», сербскую песню про Радована Караджича, который был признан виновным в геноциде боснийских мусульман. Один свидетель сказал, что Таррант продолжал слушать «военную музыку» из портативного динамика внутри мечети. Когда он приблизился к главному входу в мечеть, один из верующих приветствовал его, сказав: «Привет, брат», и стал первой жертвой, убитой во время нападения.
Боевик провёл несколько минут внутри мечети, расстреливая посетителей без разбора. Сначала он сделал 9 выстрелов из ружья в сторону главного входа, прежде чем бросить его. Затем он начал использовать полуавтоматическую винтовку и открыл огонь по людям внутри. Он убил трёх человек у входа и ещё несколько десятков внутри молитвенного зала. Стробоскоп, прикреплённый к одной из его полуавтоматических винтовок, использовался для дезориентации жертв. Во время стрельбы на него напал верующий Наим Рашид и получил ранение; позже Рашид скончался от полученных травм. Брентон Таррант расстреливал всех, кто находился в молитвенном зале, с близкого расстояния, стреляя во многих из своих жертв по нескольку раз. Затем он покинул мечеть и открыл огонь по другим людям снаружи. Вернувшись к своей машине, он достал ещё одно оружие, но прежде чем вернуться в мечеть и снова открыть стрельбу по людям, которые уже были ранены и не могли убежать, он стрелял в людей, находившихся около мечети. Стрелок снова вышел из мечети и убил женщину, которая лежала раненая на асфальте, крича о помощи. Затем он вернулся к своей машине и уехал под песню «Fire» Артура Брауна, в которой певец провозглашает: «I am the god of hellfire, and I bring you».
Он провёл около шести минут в мечети Аль-Нур. В 13:46, когда Таррант отъезжал от мечети, к месту происшествия прибыла группа вооружённого спецназа (AOS). Комиссар полиции Майк Буш сказал, что в этот момент нападавший уже покидал район, его автомобиль скрылся за автобусом. В это время члены АОС не знали, сколько было стрелков, и не имели никакой информации о том, что преступник покинул мечеть. В 13:51 первые спасатели прибыли в мечеть Аль-Нур. Примерно через три минуты после того, как боевик покинул мечеть, его автомобиль проехал мимо нескольких полицейских машин, ехавших на место стрельбы, но остался незамеченным. Террорист продолжил свой путь к Исламскому центру Линвуд.

### Исламский центр Линвуд
Второе нападение началось примерно в 13:55 в Исламском центре Линвуд, в 5 километрах к востоку от мечети Аль-Нур По словам свидетеля, нападавший сначала не смог найти главную дверь мечети и начал стрелять в людей снаружи, а также через окно, предупреждая тех, кто был внутри.
Исполняющий обязанности имама мечети приписал верующему по имени Абдул Азиз Вахабзада прекращение нападения. Вахабзада рассказал журналистам, что взял считыватель кредитных карт и выбежал из мечети, к этому времени нападавший снаружи уже застрелил нескольких человек. Террорист собирался достать из машины ещё одно ружьё, поэтому Вахабзада швырнул в него кардридер. Стрелявший достал из машины винтовку и выстрелил в Вахабзаду, который укрылся среди соседних машин и достал пустой дробовик, который нападавший уронил. Несмотря на попытку Вахабзады отвлечь внимание бандита от мечети криком «Я здесь!», Брентон Таррант вошёл в мечеть и продолжил стрельбу. Когда стрелок вернулся к своей машине, Вахабзада швырнул дробовик в машину, разбив ветровое стекло. Затем стрелок уехал.

### Арест
Ранние сообщения указывали на «множественные, одновременные нападения», но позже был оставлен под стражей только один подозреваемый. Автомобиль стрелка был замечен полицейским подразделением, и преследование было начато в 13:57. Подозреваемый был арестован на Броэм-стрит в Сиденхэме в 13:59, через 18 минут после первого экстренного вызова. Видеозапись, сделанная одним из очевидцев, отображает, что его автомобиль был протаранен полицейской машиной о бордюр, а сам подозреваемый был задержан под дулом пистолета. Премьер-министр Джасинда Ардерн заявила, что подозреваемый планировал продолжить нападения в третьем месте, возможно, в мечети в Ашбертоне или в детском центре Ан-Нур в Хорнби. Согласно Ардерн, «В автомобиле, в котором находился преступник, было ещё две единицы огнестрельного оружия, и он абсолютно точно намеревался продолжить своё нападение». Комиссар полиции Майк Буш подтвердил это, сказав, что полиция остановила подозреваемого по пути в третье место.
Полиция предъявила обвинение Тарранту в убийстве в связи с нападениями. На момент ареста он уже несколько лет жил в бухте Андерсонс-Бэй в Данидине, был членом оружейного клуба Южного Отаго и практиковался в стрельбе на его полигоне. После установления личности преступника полиция Болгарии и Турции начала расследовать его визиты в свои страны, который он совершал во время путешествий с 2012 года. Позже выяснилось, что в поездках по Европе Таррант контактировал с местными ультраправыми организациями.

### Оружие
Полиция обнаружила на месте происшествия пять единиц огнестрельного оружия: две полуавтоматические винтовки, два ружья и винтовку рычажного действия. По словам министра полиции Стюарта Нэша, одним из видов огнестрельного оружия, использованного боевиком, была винтовка типа AR-15. Комиссар полиции Майк Буш заявил, что стрелок имел лицензию на огнестрельное оружие с одобрением «А», и начал покупать свой арсенал в декабре 2017 года, через месяц после получения лицензии. По данным городского оружейного магазина, боевик купил через интернет четыре единицы огнестрельного оружия и боеприпасы. Магазин заявил, что ни одно из этих четырёх орудий не было оружием военного образца, и пока неизвестно, были ли они использованы в нападениях. К тому же, работники магазина не обнаружили в покупателе ничего необычного или экстраординарного. Кроме того, Брентон Таррант незаконно заменил небольшие легальные магазины полуавтоматических винтовок на 30-патронные магазины, приобретённые в интернете.
Использованное оружие и магазины были покрыты белыми буквами, называющими исторические события, людей и мотивы, связанные с историческими конфликтами, войнами и сражениями между мусульманами и европейскими христианами а также имена недавних жертв исламских терактов и имена ультраправых нападавших. Надписи также включали в себя отсылки на «Turkofagos» (Пожиратель турок), термин, использовавшийся греками во время войны за независимость и лозунгов белого превосходства, таких как антимусульманская фраза «Remove Kebab», которая возникла как интернет-мем в связи с сербской песней «Serbia strong», и 14/88, кодовый лозунг у белых националистов. Кроме латиницы, надписи на оружии были сделаны на кириллице, армянском и грузинском алфавитах. На его рюкзаке было чёрное солнце и два жетона: один — с кельтским крестом, а другой — с «коловратом», разновидностью свастики, популярной в славянском неоязычестве. Полиция также обнаружила два самодельных взрывных устройства, прикреплённых к автомобилю; они были обезврежены вооружёнными силами Новой Зеландии. Никаких взрывчатых веществ у стрелявшего обнаружено не было.

### Манифест
Таррант является автором 74-страничного манифеста под названием «The Great Replacement» (рус. — «Великое замещение»), содержащего ссылку на теорию заговора «великое замещение» и «замены белых». В нём говорится, что нападения были запланированы за два года до этого, а место было выбрано за три месяца соответственно. За несколько минут до начала стрельбы манифест был отправлен по электронной почте более чем 30 получателям, включая офис премьер-министра и несколько средств массовой информации, а ссылки на него были размещены в Твиттере и 8chan.
В манифесте выражено несколько антииммигрантских настроений, в том числе ненависть к мигрантам, риторика белого превосходства и призывы геноциду всех не европейских иммигрантов в Европе, которые, как утверждается, «вторгаются на его землю». Манифест содержит неонацистские символы, такие как чёрное солнце и солнечный крест. Однако автор отрицает, что он нацист, и вместо этого называет себя «этно-националистом», «экофашистом», а также используя мем «Remove Kebab», ссылается на геноцид боснийских мусульман времён Боснийской войны. Автор цитирует норвежского террориста Андерса Беринга Брейвика и других в качестве вдохновителя. Он говорит, что поддерживает президента США Дональда Трампа как «символа обновлённой белой идентичности и общей цели», но не как «политического деятеля и лидера». Автор говорит, что первоначально он собирался атаковать мечеть Аль-Худа в Данидине, но передумал после посещения Крайстчерча, потому что мечети Крайстчерча содержали «больше взрослых и предшествующую историю экстремизма».
Манифест был описан некоторыми СМИ как «shitposting» — троллинг, направленный на разжигание конфликта между определёнными группами и людьми. 23 марта 2019 года главный цензор Новой Зеландии признал манифест «неуместным», сделав незаконным его хранение или распространение в Новой Зеландии. В августе 2019 года газета The New Zealand Herald сообщила, что печатные копии манифеста продаются в интернете за пределами Новой Зеландии, что не может предотвратить новозеландское законодательство.

## Следствие и суд
16 марта Брентон Таррант предстал перед окружным судом Крайстчерча, где ему было предъявлено обвинение по одному пункту обвинения в убийстве. Судья распорядился, чтобы зал суда был закрыт для публики, за исключением аккредитованных средств массовой информации, и разрешил снимать и фотографировать обвиняемого при условии, что его лицо будет заретушировано на снимке. На суде Таррант улыбнулся репортёрам и сделал перевёрнутый жест «ОК» ниже пояса, который, как говорят, был знаком «белой силы».
Дело было передано в Верховный суд, и он был заключён под стражу, поскольку его адвокат не ходатайствовал об освобождении под залог. Впоследствии он был переведён в единственное в стране отделение строгого режима в Оклендской тюрьме. Он подал официальную жалобу на условия содержания в тюрьме на том основании, что у него нет доступа к газетам, телевидению, интернету, посетителям или телефонным звонкам. 4 апреля полиция объявила, что увеличила общее число обвинений до 89, 50 — за убийство и 39 — за покушение на убийство, причём другие обвинения все ещё находятся на рассмотрении. На следующем слушании, которое состоялось 5 апреля, судья приказал ему пройти психиатрическую экспертизу на предмет его психической пригодности к судебному разбирательству.
21 мая 2019 года комиссар Буш объявил, что Тарранту было предъявлено новое обвинение в участии в террористическом акте в соответствии с разделом 6А закона 2002 года о борьбе с терроризмом. Кроме того, подозреваемому было добавлено одно обвинение в убийстве и одно — в покушении на убийство, в результате чего общая сумма обвинений составила 51 и 40 соответственно.
14 июня 2019 года Таррант появился в Верховном суде по аудиовизуальной связи из Оклендской тюрьмы. Через своего адвоката он признал себя невиновным в участии в террористическом акте, 51 обвинении в убийстве и 40 обвинениях в покушениях на убийство. Оценки состояния психического здоровья не выявили никаких проблем. Начало судебного процесса было назначено на 4 мая 2020 года; по оценкам королевского прокурора, он продлится около шести недель. 12 сентября 2019 года дата судебного разбирательства была перенесена на 2 июня 2020 года, чтобы избежать совпадения с Исламским священным месяцем Рамадан.
14 августа 2019 года стало известно, что Таррант смог отправить семь писем из тюрьмы, два — своей матери и пять — неназванным адресатам. Одно из этих писем, как оказалось впоследствии, было отправлено в Россию некому Алану и размещено получателем на имиджбордах 4chan и 8chan. Министр исправительных учреждений Келвин Дэвис и Департамент исправительных учреждений подверглись критике за то, что разрешили распространение этих писем. 19 августа премьер-министр Ардерн объявила, что правительство рассмотрит вопрос о внесении поправок в закон об исправительных учреждениях от 2004 года, чтобы ещё больше ограничить количество писем, которые могут быть получены и отправлены заключёнными.

## Приговор
Вынесение приговора началось 24 августа 2020 года судьей Кэмероном Мандером в Высшем суде Крайстчерча, и транслировалось по телевидению. Таррант не возражал против обвинений. Королевские прокуроры продемонстрировали суду, как Брентон Таррант тщательно планировал нападение. Затем Таррант был приговорен к пожизненному заключению без возможности условно-досрочного освобождения за каждое из 51 убийства, за участие в террористическом акте и 40 покушениях на убийство. Этот приговор стал первым приговором Новой Зеландии за терроризм. Кроме того, это был первый случай, когда было назначено пожизненное заключение без права досрочного освобождения — максимальное наказание, доступное в Новой Зеландии. Судья Мандер заявил, что преступления Тарранта были «настолько ужасными, что даже если вас будут держать под стражей до смерти, это все равно не исчерпает вашей вины».
После вынесения приговора заместитель премьер-министра Уинстон Питерс призвал власти Австралии перевести Тарранта отбывать наказание в его родной стране, чтобы Новой Зеландии не пришлось оплачивать расходы за его пожизненное заключение. Стоимость содержания Тарранта в тюрьме оценивалась в 4930 новозеландских долларов в день (средняя стоимость содержания заключенного в Новой Зеландии — 338 долларов в день). Премьер-министр Джасинда Ардерн заявила, что в настоящее время нет правовой основы для этого предложения. Министр юстиции Эндрю Литтл заявил, что парламенту необходимо будет принять закон о депортации Тарранта в Австралию. Профессор права Университета Отаго доктор Эндрю Геддис заявил, что «юридически невозможно» депортировать Тарранта в Австралию для отбывания наказания. 28 августа премьер-министр Австралии Скотт Моррисон и министры внутренних дел Австралии Питер Даттон сообщили, что правительство Новой Зеландии не направило официального запроса о репатриации Тарранта в Австралию и о том, чтобы он отбывал пожизненное заключение в австралийском исправительном учреждении.